# Kamenná (přírodní památka)
Kamenná je přírodní památka poblíž obce Staříč v okrese Frýdek-Místek. Oblast spravuje Agentura ochrany přírody a krajiny ČR. Důvodem ochrany je jediná lokalita teplomilných rostlin a živočichů společenstev na vápencových půdách v okrese Frýdek- Místek.